# Gola Gorropu
Gola Gorropu (sardinsky Gorropu, italsky Gola di Gorropu) je soutěska v pohoří Supramonte na ostrově Sardinie v obcích Urzulei a Orgosolo v provincii Nuoro. Se stěnami vysokými až 500 m je nejhlubší a největší soutěskou v Itálii a jednou z nejhlubších soutěsek v Evropě. Vápencový útvar soutěsky byl vytvořen vodami řeky Rio Fiumineddu a je součástí národního parku Gennargentu.

## Geologie
Soutěska vznikla vlivem tektonických pohybů, při nichž byl vyzdvižen masív Supramonte a dlouhodobým erozním působením řeky Rio Flumineddu ve vápencovém podloží. Geologickým podkladem jsou paleozoické břidlice a žulové útvary hercynského cyklu s překryvy druhohorních vápenců z období jury a křídy. Soutěska je dlouhá asi pět kilometrů, její šířka je od několik desítek metrů až po nejužší místo se šířkou čtyři metry, výška strmých skalních stěn dosahuje více než 500 m. Soutěska je převážně suchá, protože voda pod ní protéká krasovými dutinami a místy vyvěrá na povrch, kde tvoří přírodní tůně. Zaplněná vodou je v období silných dešťů (hlavně podzim, pak zimní období) nebo při bleskových povodních.

## Flóra a fauna
Pro soutěsku Gorropu jsou charakteristické silné teplotní výkyvy, které jsou způsobeny přítomností oblastí s malým nebo žádným slunečním zářením. Vzniká tak přirozené prostředí, které je domovem několika sardinských endemitů, mezi nimiž je i orlíček z Gorropu, jinak známá jako Aquilegia nuragica, která roste výhradně v Gorropu a která byla zařazena na seznam IUCN jako jeden z prvních endemitů ohrožených vyhynutím ve Středomoří.
Na horním toku řeky, před vstupem do soutěsky, vyvěrají vody Rio Flumineddu ze skal a vytvářejí přírodní tůně, ve kterých je možné najít sardinského pstruha a především čolka sardinského: sardinský endemit považovaný za nejvzácnějšího obojživelníka v Evropě, vedle Speleomantes supramontis, který se vyskytuje v nedaleké jeskyni Su Palu. V soutěsce rostou středomořské olivovníkovité rostliny, jako je jamovec (sardinsky Arridellu, Alaverru, Aliderru) a tis (sardinsky eni), které jsou staré tisíce let.
Z fauny se zde vyskytuje užovka obojková, kuna lesní a orel skalní. Jsou zde rozsáhlé kolonie muflonů, sardinských zajíců, lišek, ježků a divokých prasat.

## Cesty
Nejbližší přístupová cesta do Gorropu začíná u Urzulei, s možností zaparkovat přímo v průsmyku Ghenna Sìlana na silnici SS 125 na kilometru 183. Přímo ke vstupu do soutěsky vede 4 km dlouhá malebná stezka. Cesta je však strmá a při návratu do výchozího bodu je třeba překonat stoupání dlouhé asi 650 m. (K dispozici jsou služby pro návrat terénními vozidly do průsmyku Ghenna Silana).
Ke kaňonu se lze dostat také po dlouhé cestě (asi 7 km), která vede převážně po rovině podél Rio Flumineddu, rovněž z území Dorgali. Z vesnice se vyjde autem po silnici vedoucí přes vinice v údolí Oddoene na úpatí Supramonte. Z auta se vystoupí u Ponte Sa Brava (most Sa Brava – je zde stejnojmenné vybavené odpočívadlo) a vydá se po stezce, která se vine podél řeky a jihovýchodní strany hory Oddeu, nabízí panoramatické výhledy značné krásy a také možnost vykoupat se v jednom z přírodních jezírek vytvořených potokem. Ze stejného výchozího bodu se lze dostat do dalších lokalit Supramonte, například do vesnice Tiscali.
Do kaňonu (jižní vstup) se dostanete po odborné turistické stezce (Sedda ar Bacas - Gorropu B-502), pro jejíž zdolání je nutné vhodné vybavení a případně průvodce. Stezka je dlouhá 12 kilometrů a překonává výškový rozdíl 200 metrů, dokud nedosáhne soutěsky Gorropu, na jejímž dně teče řeka Rio Flumineddu.

## Historie
Přítomnost četných nuragů na lokalitě svědčí o tom, že nuragská civilizace obývala a využívala tento přírodní zdroj již od doby bronzové.
Základní struktura kaňonu a jeho geografická poloha mu v minulosti dávaly strategicko-obrannou funkci. Většina vesnic, obřích hrobů a některých obranných zdí se nachází dále ve vnitrozemí a na vyvýšeném místě ve srovnání s roklí. 